# HERO (バンド)
HERO（ヒーロー）は、都内で結成された日本のヴィジュアル系ロックバンド。アットチュード所属。

## 概要
2004年結成、9月12日に1stライブを行う。キャッチーなメロディーとメッセージ性の高い歌詞が特徴。ファンのことを「ヒロイン」と呼ぶ。
2010年発売のシングル「ピリオド」は、予約殺到により店舗発売を遅らせる事態となった。
2013年7月10日にシングル「答え合わせ」で日本クラウンからメジャー・デビュー。2017年 12月22日ZeppTokyo公演にて、活動停止。2019年 12月6日LIQUIDROOMにて、活動再開。

## メンバー
- Vocal:JIN（ジン）（ex.MASK）
  - 本名：高橋 尽(たかはし じん)
    - 5月6日生まれ、岡山県出身。
    - AB型
    - 実家は埼玉県川越市にあるキリスト教の教会。
    - ピアノ、ギター、ベース、ドラムを演奏することができる。
    - インタビュー、ブログ、MC等で毒舌が目立つ。
    - HEROでは全楽曲の作詞を担当。また2010年にセルフプロデュース体制になるまでは、ほとんどの楽曲の作曲を行っている。
    - 好きな芸能人は松本人志。
    - 影響されたアーティストはGLAY、19

- Guitar:SARSHI（サーシ）（ex.ナナ）
  - 本名：飯尾 智史(いいお さとし)
    - 1月2日生まれ、兵庫県出身。
    - O型
    - 好きな芸能人は福山雅治。
    - 愛猫の名前はマリー。
    - 影響されたアーティストはLUNA SEA、PENICILLIN
- Bass:yu-ta（ユウタ）
  - 本名：安藤 裕太(あんどう　ゆうた)
    - 6月16日生まれ、岐阜県出身。
    - B型
    - 影響されたアーティストはL'Arc〜en〜Ciel、DIR EN GREY

- Drums:Yusuke（ユウスケ）（ex.SACRED）
  - 本名：吉田 悠亮(よしだ ゆうすけ)
    - 5月14日生まれ、京都府出身。
    - O型
    - 2009年6月1日加入。
    - 絵描きや映画鑑賞が趣味。
    - ケーキ屋で働いた事がある。
    - 影響されたアーティストはJanne Da Arc、PIERROT

### 元メンバー
- Drums:Jun（ジュン）
  - 5月26日生まれ、新潟県出身。
  - 2008年8月加入、2009年4月20日脱退。

## ディスコグラフィ

### インディーズ
シングル
配信シングル
オリジナルアルバム

### メジャー
シングル
オリジナル・アルバム
DVD
参加オムニバス
| 発売日         | タイトル                                                           | 備考                         |
| 2010年5月26日  | NEO VOLTAGE                                                        | 「Days」で参加。             |
| 2011年11月23日 | CRUSH!2 -90's V-Rock best hit cover songs-                         | 「誘惑」(GLAYカバー)で参加。 |
| 2013年7月3日   | アニメ「FAIRY TAIL」オープニング&エンディング テーマソングス Vol.3 | 「テノヒラ」で参加。         |

## ミュージックビデオ
| 監督     | 曲名                                                                                                 |
| 小嶋貴之 | 「「to you...」」「「テノヒラ」」「「絵足し歌」」「「答え合わせ」」「ゼロ」「巡り行く季節の中で...」 |
| 船迫誠   | 「Life」                                                                                             |
| 不明     | 「色合せの法則」「ソプラノ」                                                                         |